# Cultura olmeca
La cultura olmeca fue una civilización que se desarrolló durante el periodo preclásico de Mesoamérica, en parte de los territorios actuales de México. Aunque se han encontrado vestigios de su presencia en amplias zonas de Mesoamérica, se considera que el área cultural olmeca —zona metropolitana— abarca la parte sureste del estado mexicano de Veracruz y el oeste de Tabasco. En ese sentido, es necesario hacer la aclaración de que el etnónimo olmeca les fue impuesto por los arqueólogos del siglo XX y no debe ser confundido con el de los olmeca-xicalancas, que fueron un grupo que floreció en el epiclásico en sitios del centro de México, como Cacaxtla. 
Durante mucho tiempo se consideró que la olmeca era la cultura madre de todas de la civilización mesoamericana. Sin embargo, no está claro el proceso que dio origen al estilo artístico identificado con esta sociedad, ni hasta qué punto los rasgos culturales que se revelan en la evidencia arqueológica son creación de los olmecas del área nuclear. Se sabe, por ejemplo, que algunos de los atributos propiamente olmecas podrían haber aparecido primero en Chiapas o en los Valles Centrales de Oaxaca. Entre otras dudas que están pendientes de respuesta definitiva está la cuestión de los numerosos sitios asociados a esta cultura en la Depresión del Balsas (centro de Guerrero). 
Sea cual haya sido el origen de la cultura olmeca, la red de intercambios comerciales entre distintas zonas de Mesoamérica contribuyó a la difusión de muchos elementos culturales que son identificados con la cultura olmeca, incluidos el culto a las montañas y a las cuevas, el culto a la Serpiente Emplumada como deidad asociada a la agricultura, el simbolismo religioso del jade e incluso el propio estilo artístico, que fue reelaborado intensamente en los siglos posteriores al declive de los principales centros de esta época. 

## Organización política y social
Los olmecas crearon sistemas políticos centralizados y respaldados por la religión y el poder hereditario que no tenían paralelo en otros pueblos. La sociedad olmeca llegó a desarrollar una organización social estratificada compuesta por gobernantes  y la gente común. 
La existencia de una genealogía aportó los principios de exclusión social y jerarquización de linajes con el fin de legitimar a los gobernantes y distinguir a la élite de los demás. El poder de los gobernantes se fortaleció mediante los conceptos, las creencias y las prácticas religiosas y se afianzó por conducto de su acceso privilegiado a bienes de primera necesidad, santuarios y de importación. Se trata de una de las sociedades más destacadas y antiguas de Mesoamérica; se especula que establecieron una política que se caracterizó por su acoplamiento con lo religioso, por tal motivo se la considera como una civilización teocrática. De hecho, debido a su gran antigüedad, se desconoce la identidad étnica de sus integrantes.

## Área de asentamiento olmeca

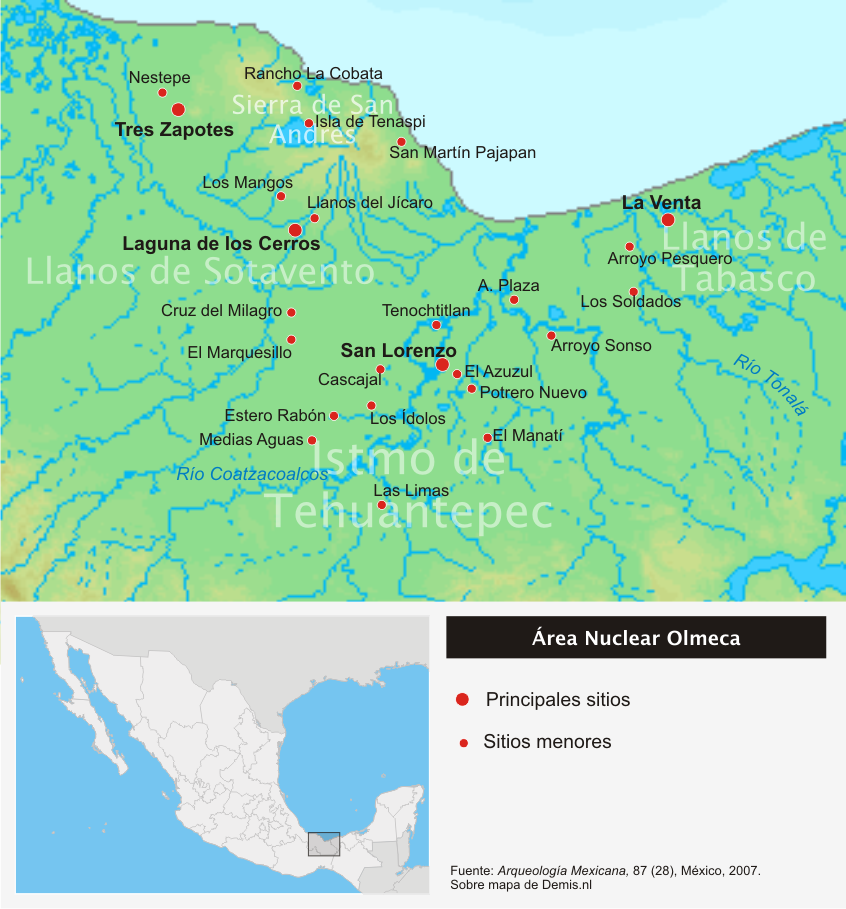
Yacimientos arqueológicos en el área nuclear olmeca.

A pesar de que la cultura olmeca tuvo una difusión que alcanzó la mayor parte de Mesoamérica —excepto en la región de Occidente, que siguió un desarrollo cultural más o menos autónomo hasta finales del Preclásico—, una de las regiones donde se han encontrado las evidencias más claras de la presencia de esta cultura es la parte sur de la Llanura Costera del Golfo de México, comprendida entre los ríos Papaloapan y Grijalva, que corresponde a la mitad norte del Istmo de Tehuantepec. Actualmente esta zona corresponde al sureste del estado de Veracruz y el poniente de Tabasco. Se trata de una zona de un clima cálido y muy húmedo, condiciones climatológicas que seguramente poseyó también en la antigüedad precolombina ese lugar.
El área nuclear olmeca es irrigada por caudalosos ríos que bajan de las estribaciones de la Sierra Madre de Oaxaca y la Sierra Madre Oriental, como el Coatzacoalcos, San Juan y Tonalá. Debido a la humedad de la zona y de las fuentes de estos ríos, en temporada de lluvias los desbordamientos de las corrientes son una constante. Aunque en la actualidad la vegetación de esta región de la República Mexicana ha sido ampliamente modificada por la acción del hombre, antiguamente estuvo recubierta por una espesa selva tropical, que era el hábitat de numerosas especies que en la actualidad se encuentran a punto de desaparecer en el territorio mexicano, entre ellas el jaguar, las aves de plumajes preciosos como guacamayas y quetzales; reptiles de diversas especies, y mamíferos como el tapir. Este último considerado por los olmecas como un animal difícil de cazar y al que solo los más valientes atacaban, pues era necesario estar muy cerca de él ya que era una tarea complicada penetrar su gruesa piel.
La región posee suelos ricos en humus y de espesores considerables. El petróleo crudo brota a flor de suelo entre la vegetación. Sin embargo carece de muchos de los materiales que son característicos de los objetos de estilo olmeca encontrados en esta zona y en otras partes de Mesoamérica. Entre ellos la obsidiana, el jade, la serpentina y el cinabrio. Para obtener piedra sólida para sus materiales, los habitantes de esta región recurrieron a las canteras de la Sierra de los Tuxtlas —conocida también como sierra de Santa Marta o de San Andrés—, que les proveyeron de basalto y otras rocas volcánicas que emplearon en la construcción de templos y en la escultura. Sin embargo estas fuentes de materiales pétreos se encuentran a más de cien kilómetros de distancia de sitios como San Lorenzo y La Venta, lo que puede dar una idea del nivel de organización que se requirió para trasladar —sin animales de carga y sobre un suelo cenagoso— los monolitos de decenas de toneladas, hasta los centros políticos de la cultura olmeca.
La palabra "olmeca" significa "habitantes de la región del hule" y fue utilizada por los aztecas para nombrar a varios pueblos, étnica y lingüísticamente diversos, que ocuparon la región de Veracruz y Tabasco a través de los siglos. Se desconoce el nombre que se daban a sí mismos aquellos a quienes llamamos olmecas.
Bajo el término "olmeca" han sido agrupadas dos realidades: un pueblo de la región del Golfo y un estilo artístico. El estilo olmeca puede verse plasmado en peñas, cuevas, esculturas grandes, chicas y objetos de barro que se encuentran diseminados por todo Mesoamérica. De Jalisco a Costa Rica, pasando por Guerrero, Chiapas, Oaxaca, el Altiplano Central y la costa del Golfo, se han encontrado imágenes de niños-jaguares y otros rasgos propios del arte olmeca. Se cree que la dispersión de este estilo artístico se debe a que los pueblos del Golfo crearon una amplia red de intercambios con otras poblaciones lejanas. De este modo los símbolos y formas olmecas se integraron a las expresiones artísticas de otras zonas mesoamericanas.
Asimismo se considera a la olmeca la "cultura madre" de Mesoamérica debido a que en estas primeras sociedades comenzaron algunas prácticas culturales que se integraron plenamente en la cultura mesoamericana, como el uso de un patrón urbano de asentamiento, el establecimiento de una sociedad teocrática o el juego de pelota, entre otras.

## Historia
Se estima que los indicios más antiguos de la cultura olmeca son de alrededor de 1200 a. C. y los más recientes de aproximadamente el año 400 a. C. La civilización olmeca se constituyó principalmente alrededor de 3 centros ceremoniales: San Lorenzo, La Venta y Tres Zapotes, además de manifestarse en otros sitios como Laguna de los Cerros.

### San Lorenzo

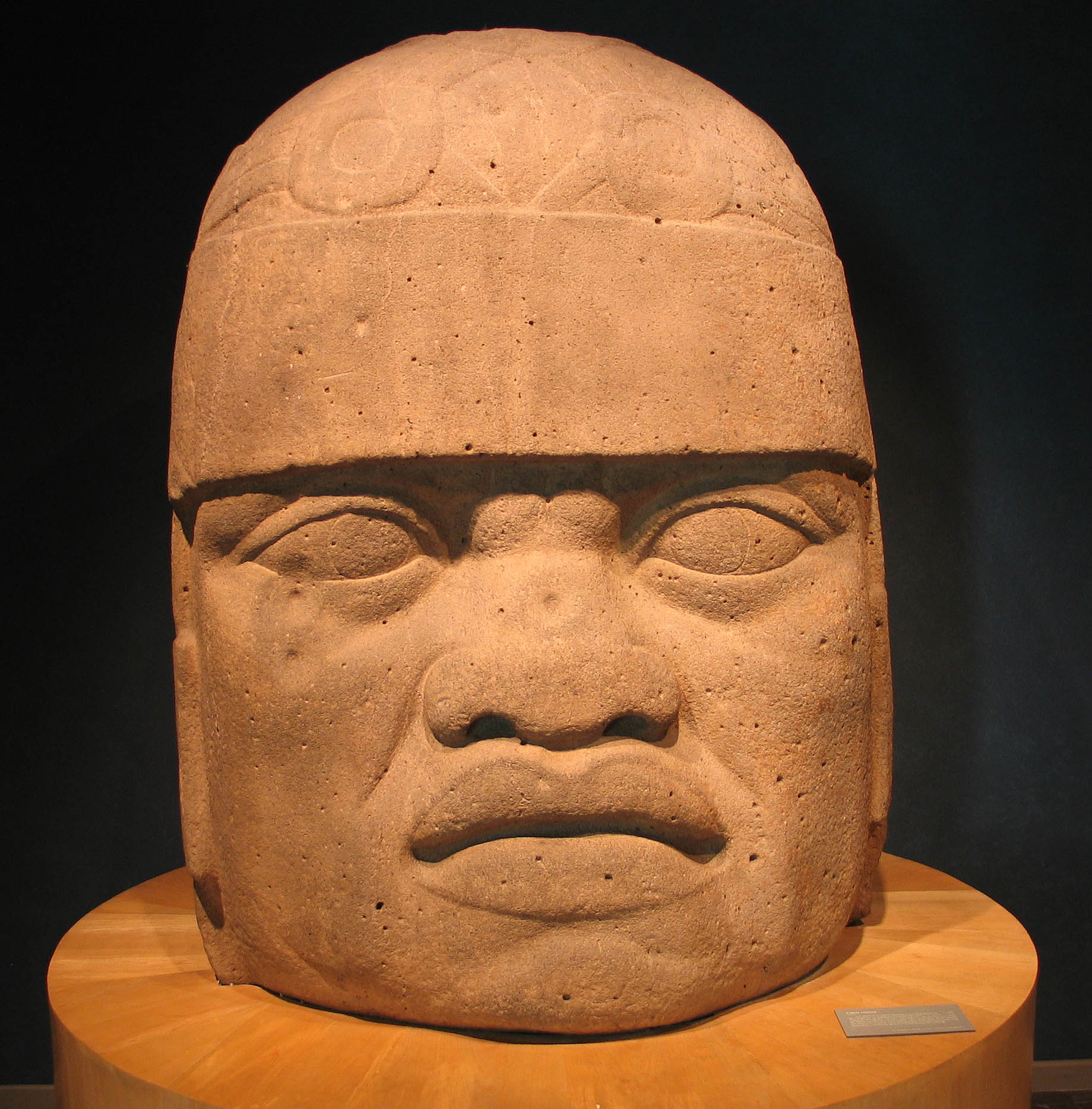
Cabeza colosal 6 de San Lorenzo, en el Museo Nacional de Antropología.

El centro olmeca más antiguo es el de San Lorenzo (1150 a. C. aproximadamente.), municipio de Texistepec, situado en la cuenca del río Coatzacoalcos, en el estado de Veracruz. El florecimiento de la cultura olmeca en este sitio comenzó alrededor del año 1150 a. C., época de la que datan la mayor parte de las esculturas y elementos arquitectónicos que caracterizan a la cultura olmeca, muchos de los cuales se conservan en el sitio. San Lorenzo fue saqueado en el año 900 a. C. y las esculturas monumentales sufrieron un intento de destrucción; algunas fueron enterradas y otras trasladadas al centro ceremonial.

### La Venta

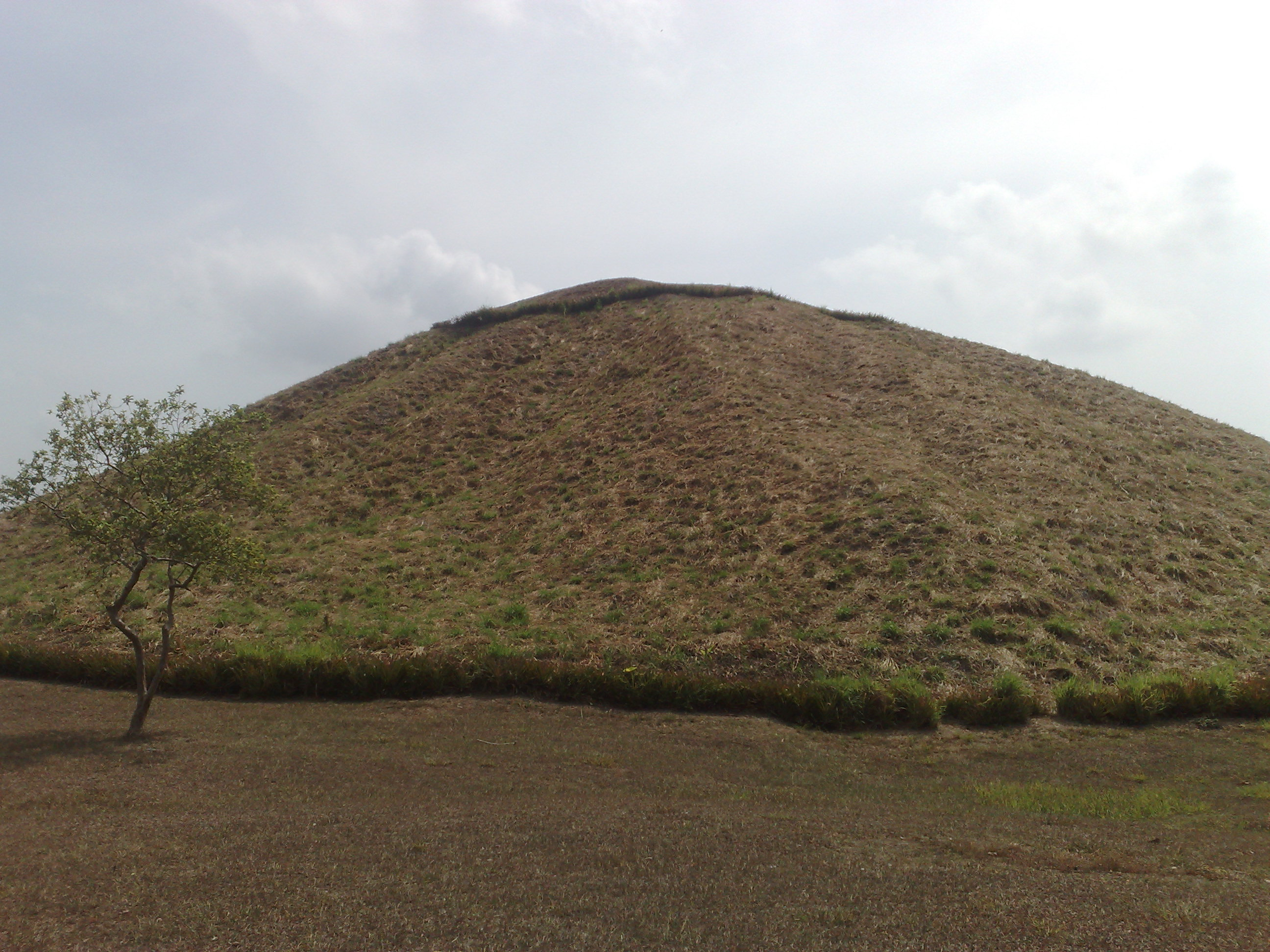
Pirámide principal de La Venta, la pirámide más antigua de Mesoamérica.

Fue el centro ceremonial más importante de los olmecas. Esta antigua ciudad se distingue por representar el primer trazado arquitectónico planificado en el México antiguo, por su arquitectura monumental de tierra, su gran acervo escultórico y sus ofrendas de jade, al igual que por sus ofrendas masivas, únicas en el mundo prehispánico. En los alrededores de La Venta se han encontrado vestigios culturales que datan de 1750 a. C., aunque la ocupación principal se concentra entre el 1200 y el 400 a. C. . Cuenta con la pirámide más antigua de Mesoamérica y también se han encontrado cabezas colosales y tronos que merecen especial reconocimiento por el hecho de que para construirlas tuvieron que ser transportados los enormes bloques de basalto desde la Sierra de los Tuxtlas, a decenas de kilómetros de allí, ya que por ser una zona pantanosa y arenosa, no había piedras. Se cree que pudo llegar a albergar hasta 20 000 habitantes.
| Imágenes de la zona arqueológica de La Venta |              |           |                             |                                       |                                   |               |
|                                              |              |           |                             |                                       |                                   |               |
| Monumentos 2 y 3 en el Complejo A.           | Monumento 4. | Estela 1. | Reproducción de la Estela 5 | Reproducción de Estela en Complejo C. | Reproducción del Monumento 25-26. | Monumento 13. |

### Los Tres Zapotes

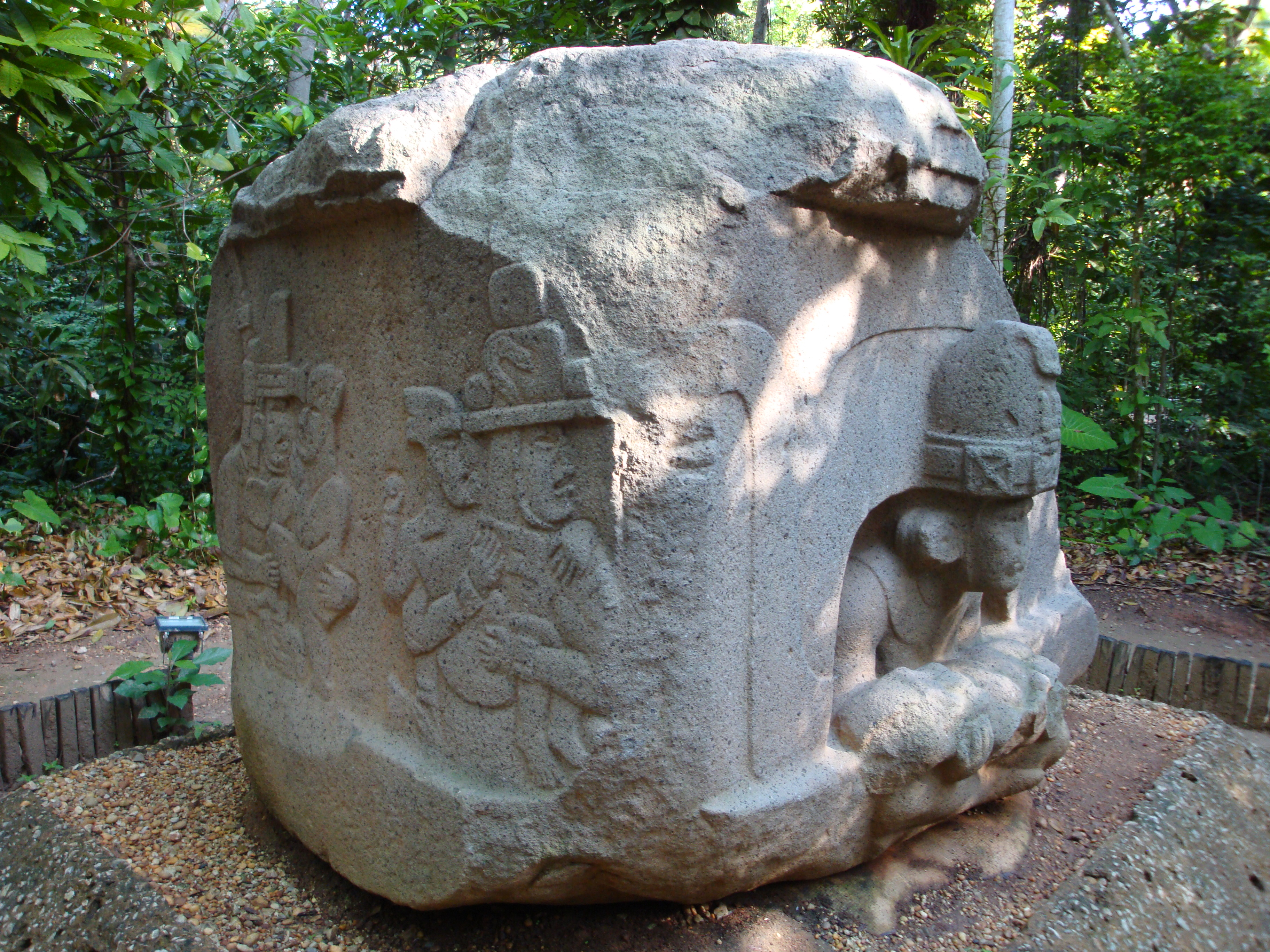
Altar 5 en el Parque-Museo La Venta.

El centro ceremonial de Tres Zapotes fue el último en desarrollarse. Es el más conocido porque fue el que sobrevivió hasta una época más cercana, pero la civilización olmeca que se desarrolló aquí fue una cultura ya en decadencia, no el esplendor que vivió en los centros ceremoniales anteriores.
Estos centros ceremoniales tenían función de ciudades, y en ellos se construyeron edificaciones de tierra y adobe, por lo cual han perdurado pocos restos. Se construyeron montículos con templos en la parte superior, lo que se podía considerar como un precursor de las pirámides mesoamericanas. También construyeron edificaciones en torno a patios centrales, característicos de las civilizaciones posteriores en la zona. Desde el 900 a. C., existen pruebas de bruscos cambios políticos; como muestra el intento de destrucción de algunas de las cabezas olmecas.
Si para la mayoría de los especialistas como Michael D. Coe o Richard Diehl, la cultura olmeca es originaria de la costa del Golfo (ZMO: Zona Metropolitana Olmeca), para la escuela francesa promovida por Christine Niederberger y desarrollada en particular por Caterina Magni, la cultura olmeca aparece como un conjunto multiétnico y plurilingüístico que se extiende sobre la mayor parte de Mesoamérica desde 1200 hasta 500 a. C.
La presencia olmeca se certifica en México (costa del Golfo, costa del Pacífico y altiplano central), principalmente en la zona costera del Golfo de México entre los ríos Papaloapan y Grijalva, pero también en lugares como Chalcatzingo (Morelos), Teopantecuanitlán (Guerrero).
Más allá de las fronteras mexicanas, vestigios de una presencia olmeca se encuentran en: Guatemala (Takalik Abaj), Belice, El Salvador, Honduras y Nicaragua.

## Economía
La economía de los olmecas estaba basada principalmente en los productos agrícolas, con los que comerciaban tanto entre ellos como con otros pueblos vecinos, sobre todo con los pueblos nómadas, principalmente los olmecas reproducían cultivo del maíz, además del frijol, calabaza, cacao, entre otros. Además construyeron grandes centros urbanos (como San Lorenzo y La venta).

## Religión olmeca

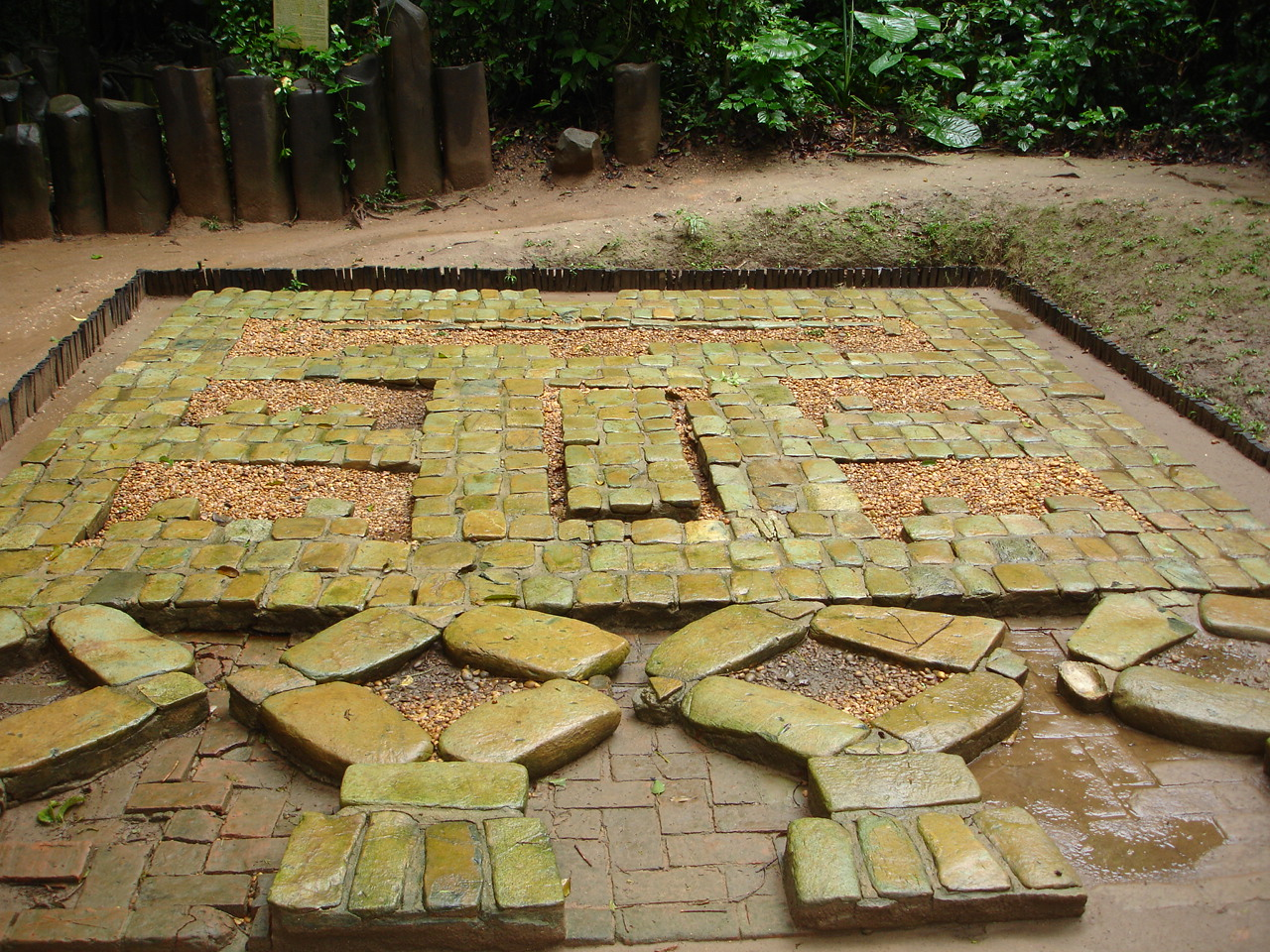
Mosaico de jade, representación un mascarón del jaguar.

Su religión desarrolló todos los temas importantes encontrados en los cultos posteriores. Tenían una religión politeísta, gran número de sus dioses eran relacionados con la agricultura y otros elementos como el sol, el agua, los volcanes, animales, etc.
El centro de su religión y culto es el jaguar, y aparece representado en la iconografía olmeca. Se le representaba con la característica boca olmeca, de forma trapezoidal, con las comisuras hacia abajo y el labio superior muy engrosado. En muchos casos con colmillos muy pronunciados, adornos supraciliares y el cráneo hendido. Siempre aparece representado de la misma manera. No se sabe qué tipo de dios pudo ser. Se cree que pudo ser el origen del dios de la lluvia, que se desarrollará posteriormente en muchos puntos de Mesoamérica.
Hay muchos animales considerados dioses, como el caimán, sapos, reptiles, todos los animales de la zona. Normalmente, aparecen mezclados entre ellos, cabezas de unos y cuerpos de otros, creando seres mitológicos. En ocasiones para sus representaciones religiosas tienden a la abstracción, con lo cual no se sabe exactamente qué pudo significar la muerte.
Se cree que pudo ser una religión dinástica, sus dioses estarían relacionados directamente con los gobernantes, con los señores de los centros ceremoniales, gobernantes con poderes sobrenaturales, descendientes directos de las divinidades.
Es una religión compleja, que no se ha conseguido descifrar aún. Pero se cree que pudo tener toda una doctrina aceptada por el pueblo, para justificar, explicar y legitimar a los linajes gobernantes, las desigualdades sociales, las fuerzas sobrenaturales y establecer vínculos entre éstas y los gobernantes. La religión estaría institucionalizada, con un cuerpo doctrinal y su panteón. De esta forma también los líderes gubernamentales utilizaban un símbolo de una figura de animal para identificarse.

## Lengua y escritura

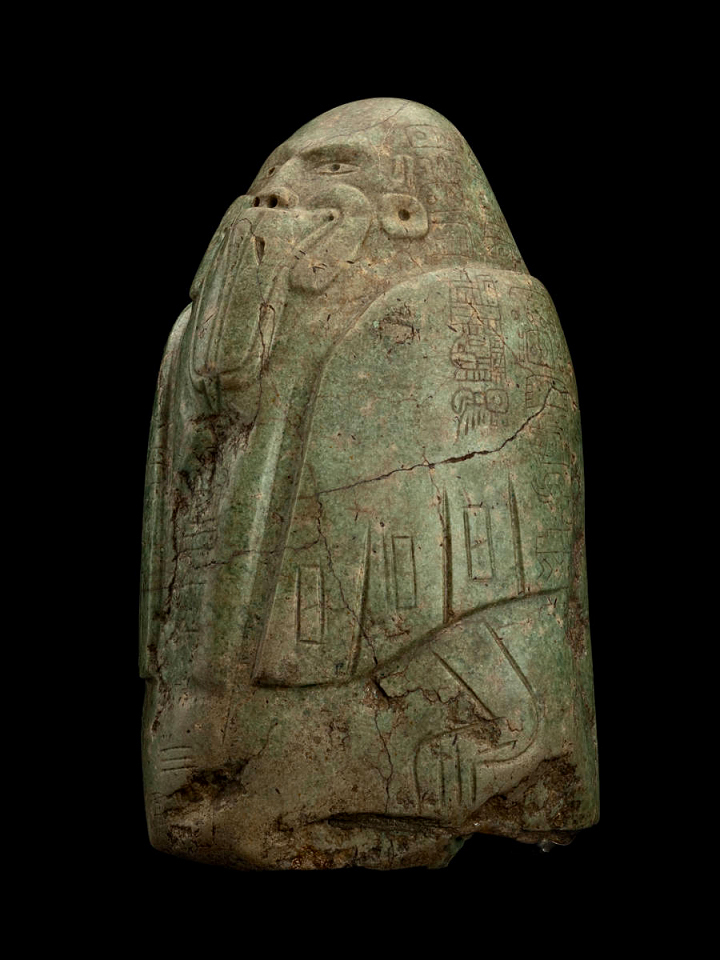
Estatuilla de Tuxtla, con glifos de las escritura Epiolmeca.

Ya que la cultura olmeca fue la primera civilización en Mesoamérica, se especula que muchos logros mesoamericanos tuvieron lugar por primera vez en el seno de su cultura. Entre otras cosas, se acredita a los olmecas el desarrollo del calendario, la escritura y la epigrafía. 
Antes de los descubrimientos de 2002, el corpus principal de inscripciones largas constaba de una docena de inscripciones epigráficas, todas ellas datadas entre 300 a. C. y el 530 d. C. En 2002 se descubrió una inscripción que data de 650 a. C. y en 2007 otra de 900 a. C., la cual supera en antigüedad a la escritura zapoteca y convierte a la escritura olmeca en la más antigua de América
Se han encontrado ciertas inscripciones en algunas estelas que contienen glifos. Según algunos historiadores, una de estas estelas cuenta la vida de un gobernante, pero todavía no obtiene la unanimidad de la comunidad internacional. Entre 1991 y 1994 los lingüistas Terrence Kaufman y John Justeson llevaron a cabo un trabajo de desciframiento que les llevó a identificar la lengua de las inscripciones olmecas como una lengua mixe-zoque, en particular una lengua antecesora del proto-zoque y por tanto emparentada algo más distantemente con el proto-mixe. Este desciframiento muestra que los glifos son de hecho parte de un silabario.

## Arte
Arte olmeca se refiere a las manifestaciones artísticas que se conservan de la cultura olmeca que se desarrolló durante el Preclásico Medio de Mesoamérica (floreció entre 1200 a. C. y 500 a. C.) y es considerada la primera de las grandes civilizaciones de esa región. Aunque los olmecas ocuparon en especial la zona norte del istmo de Tehuantepec —los principales sitios arqueológicos están en San Lorenzo, La Venta y Tres Zapotes, así como en Villahermosa y Tabasco— su influencia se extendió a muchas regiones mesoamericanas y muchos aspectos culturales comunes de esas culturas se iniciaron con ellos, como el culto a las montañas y a los lugares elevados (como la pirámide cónica de La Venta), el culto a la Serpiente Emplumada y al dios jaguar, el juego de pelota o el simbolismo religioso del jade. La cultura olmeca, que inventó la escritura —usando pictogramas e ideogramas—, y el calendario, fue identificada en un principio como un estilo artístico y ese sigue siendo su sello distintivo. Fue una referencia y un legado para todas las culturas posteriores de América Central —toltecas, zapotecas y hasta los aztecas— siendo ejemplo la escritura maya, que tiene sus raíces en el primer sistema glífico desarrollado por los olmecas. 
Su arte se manifiesta a través de un gran dominio técnico de la escultura y de la talla, para muchos no superado por ninguna otra civilización precolombina. La mayor parte del arte olmeca es naturalista, pero también se utiliza una rica iconografía que refleja un significado religioso, con criaturas antropomórficas fantásticas, a menudo altamente estilizadas.  Se puede distinguir un arte monumental o colosal —hecho en arcilla, piedra (principalmente basalto y andesita) y madera— y  un arte menor o mobiliario —a base de jade-jadeíta y otras piedras verdes (serpentina) y de obsidiana—, junto con  algunas pinturas rupestres.
Los monumentos de piedra se pueden agrupar en cuatro clases:
- Cabezas colosales de piedra (hasta 3 m de altura y 10 t de peso[14]),  ejemplo de escultura monumental tallada en basalto procedente de lejanas canteras, que son las obras más representativas del arte olmeca,[15] de las que se han encontrado 17 ejemplares en diversos sitios del área nuclear olmeca. Se caracterizan por su apariencia negroide, de ojos abotargados, labios carnosos y nariz ancha, con un casco encajado, que se cree pueden representar a dioses, a guerreros o a jefes —cabezas de linaje de familia o antepasados— e incluso a jugadores de pelota. (La apariencia negroide ha llevado a conjeturar que eran evidencias de algunos contactos interoceánicos en tiempos antiguos).[16]
- «Altares» rectangulares (probablemente tronos según Ann Cypher)[17][18][19] como el famoso altar 4 de La Venta, con una cavidad en su parte frontal que representa una puerta al inframundo, de donde sale un personaje mitológico que sostiene una cuerda que rodea todo el altar a modo de cenefa.
- Esculturas en bulto redondo, independientes, como «Los gemelos» de El Azuzul, el monumento San Martín Pajapan 1 o el Señor de Las Limas, una obra en serpentina de un joven en posición sedente que sostiene en sus brazos a un niño-jaguar, motivo frecuente en el arte olmeca.
- Estelas,  introducidas más tarde que las cabezas colosales, los altares o las esculturas independientes. En sus inicios eran una simple representación de figuras —como el monumento 19 o la estela 1 de La Venta—, pero más adelante llegaron a representar eventos históricos, en particular actos que legitimarian a los gobernantes. Esa tendencia culminaría en monumentos post-olmecas como la estela 1 de La Mojarra, que combina imágenes de gobernantes con glifos y fechas del calendario de cuenta larga.[20]

Otro tipo de artefactos mucho más pequeños son las tallas de piedra dura en jade de una cara en forma de máscara. El jade era un material particularmente precioso y sería utilizado como una señal de rango por las clases dominantes. Ya en 1500 a. C., los primeros escultores olmecas dominaban la forma humana, como atestiguan las esculturas de madera descubiertas en los zonas pantanosas de El Manatí. Los curadores y estudiosos se refieren a las máscaras faciales de «estilo olmeca» —cabezas humanas lo bastante grandes en comparación con el cuerpo del personaje, una combinación de ojos hundidos, fosas nasales chatas y boca amplia en arco ligeramente asimétrica, con el labio superior grueso (el labio olmeca, que se ha relacionado con la forma de la boca del jaguar) y un mentón pequeño, con  a veces con una hendidura en la cabeza— pero, hasta la fecha, no se ha recuperado ningún ejemplo en un contexto olmeca controlado arqueológicamente. Han sido recuperadas en sitios de otras culturas, incluido una depositada deliberadamente en el recinto ceremonial de Tenochtitlan (Ciudad de México). La máscara presumiblemente tendría unos 2000 años cuando los aztecas la habrían enterrado, lo que sugiere que tales máscaras fueron valoradas y coleccionadas como lo fueron las antigüedades romanas en Europa. Como las artes olmecas estaban fuertemente ligadas a su religión, que destacaba a los jaguares —creían que en el pasado lejano se habría formado una raza de «hombres-jaguar» entre la unión de un jaguar y una mujer— el «estilo olmeca» también combina características faciales de humanos y jaguares.
Destacan también una serie de figurillas de arcilla y piedra, conocidas como miniaturas olmecas, que se encuentran abundantemente en yacimientos arqueológicos a lo largo del periodo formativo, y entre ellas, los llamados rostros de bebé, pequeñas esculturas de cerámica de color blanco, con cara de niño, cabeza grande, ojos almendrados, labios gruesos, ataviadas con un casco, y el cuerpo en forma de pera. También pueden citarse las hachas Kunz (también conocidas como «hachas votivas»), figuras que representarían a los «hombres-jaguar» y que aparentemente fueron utilizadas para rituales. En la mayoría de los casos, la cabeza es la mitad del volumen total de la figura. Todas las hachas Kunz tienen la nariz plana y una boca abierta. El nombre «Kunz» proviene de George Frederick Kunz, un mineralogista estadounidense, que describió una figura en 1890. Otros jades característicos son las llamadas «cucharas olmecas». Las muestras artísticas son muy complejas y aun hay muchos objetos que se están investigando.
En la zona del istmo de Tehuantepec también se desarrolló la cerámica, que en Barra, Locona y Ocós alcanza grandes alturas artísticas.
Las principales piezas olmecas han sido recuperadas de los yacimientos excavados y han sido trasladadas a museos, siendo las mejores colecciones las del Museo de Antropología de Xalapa y del Parque Museo La Venta, con destacados ejemplares también en el Museo Nacional de Antropología de la capital mexicana.
- El Señor de Las Limas (Museo de Antropología de Xalapa)
- Miniatura olmeca de serpentina (Museo de Arte del Condado de Los Ángeles)
- Luchador olmeca (Museo Nacional de Antropología (México))
- Máscara de jadeíta (Museo Nacional de Antropología (México))
- Rostro de bebé (Museo del Jade, Costa Rica)
- Hacha Kunz  de serpentina (British Museum, Londres)